# Gaetano Zuanelli
Gaetano Zuanelli (Venezia, 29 ottobre 1673 – Belluno, 25 gennaio 1736) è stato un vescovo cattolico italiano.

## Biografia
Nacque il 29 ottobre 1673 a Venezia, in una famiglia originaria di Toscolano Maderno, dedita al commercio marittimo. Ebbe numerosi fratelli e sorelle, alcuni dei quali si distinsero per le loro carriere ecclesiastiche e intellettuali. Fra i suoi fratelli i più noti furono Giovanni Domenico, bibliotecario della Biblioteca Casanatense di Roma, e Andrea, gesuita e architetto che si distinse nella costruzione della chiesa dei Gesuiti a Belluno. Gaetano, dopo aver ricevuto una solida formazione in filosofia e teologia, fu nominato arciprete di Toscolano Maderno, dove si fece apprezzare per la sua dedizione e per il rinnovamento spirituale della parrocchia, migliorando la chiesa con nuovi altari e arredi sacri. La sua reputazione crebbe rapidamente, tanto che, durante una visita del cardinale Daniele Dolfin, vescovo di Brescia, fu lodato per la sua eloquenza e la sua moralità, tanto da essere ritenuto un predicatore di valore. Fu proprio il cardinale Dolfin a suggerirgli di continuare a perfezionarsi nello studio delle sacre scritture, consiglio che Zuanelli seguì con passione, leggendo e approfondendo i più importanti testi teologici e scritturali disponibili.
Intraprese la carriera di predicatore itinerante, ottenendo successi in numerose città italiane e all'estero. Predicò nelle quaresime alla corte imperiale di Vienna, ricevendo l'elogio degli imperatori Leopoldo I, Giuseppe I e Carlo VI. La sua fama di predicatore si estese a Venezia, Parma, Genova, Napoli e Roma. Non solo la sua predicazione lo rese noto, ma anche la fama di benefattore: si guadagnò l'affetto di molti grazie alla sua generosità, che lo portò a ricevere pensioni e prebende, inclusa l'abbazia di Santa Eufemia tra Castelfranco Veneto e Bassano del Grappa. Anche alla corte di Torino il duca Vittorio Amedeo II di Savoia lo colmò di onori e favori, riconoscendo il suo talento spirituale e pastorale. La sua influenza fu tale che si dice che agli avesse avuto un ruolo nel convincere il sovrano a rinunciare ai suoi stati in favore del figlio Carlo Emanuele III, spinto dalla sua esortazione alla santità e all'abdicazione.
Nel 1730, in seguito alla morte del vescovo di Belluno Valerio Rota, papa Clemente XII lo nominò nuovo vescovo della diocesi. Dopo essere stato consacrato il 17 dicembre dello stesso anno per mano del cardinale Pietro Ottoboni, si dedicò con grande zelo alla cura della sua diocesi. Tra le sue prime opere significative vi fu la costruzione del campanile  della cattedrale di Belluno, che iniziò nel 1732. Nonostante le difficoltà economiche, riuscì a ottenere fondi e a coinvolgere l'intera comunità nella realizzazione del progetto, che fu sostenuto da contributi provenienti dalla nobiltà, dai cittadini e dai villici, i quali offrivano grano, vino, legnami e altri beni. La posa della prima pietra fu accompagnata da una solenne cerimonia, seguita dal discorso del vescovo, che infuse grande entusiasmo tra il popolo. Il campanile, che era solo parzialmente completato al momento della sua morte, fu portato a termine grazie alla sua lungimiranza e ai capitali che aveva lasciato. Si preoccupò anche della ristrutturazione e del miglioramento della cattedrale, sostituendo le precedenti finestre gotiche con nuove aperture, che illuminavano meglio l'interno, e realizzando altari di marmo pregiato. Non trascurò nemmeno l'aspetto spirituale della sua diocesi, dando esempio di una vita di preghiera e di carità.
Si distinse per la sua dedizione al bene dei fedeli, frequentando assiduamente le chiese e incoraggiando la devozione popolare, come nel caso della chiesa di San Francesco di Paola, che fece abbellire. Non solo si prendeva cura dei poveri, ma si occupava personalmente di visitare i malati ad i moribondi. La sua generosità si estendeva anche alla distribuzione di aiuti materiali. Durante la sua malattia, che lo colpì gravemente nel gennaio del 1736, la diocesi si unì in preghiera per la sua guarigione, ma Zuanelli, dopo aver sofferto con grande rassegnazione, morì il 25 gennaio dello stesso anno. La sua morte lasciò un vuoto immenso, e fu pianto da tutti, dal clero ai poveri, che avevano beneficiato della sua bontà e del suo impegno. Con il suo testamento, lasciò fondi per il completamento del campanile e altri legati alle chiese di Toscolano e Santa Ilaria. Fu sepolto nella cattedrale. La sua morte, benché prematura, non impedì il completamento di molte delle opere che aveva iniziato e che restano testimoni della sua visione e del suo impegno per la chiesa e la comunità di Belluno.

## Opere
- Gaetano Zuanelli, Le finezze d'amore espresse ne' misteri della nostra redentione oratorio da recitarsi in musica nella chiesa della santissima Ascensione nell'occasione della novena del santissimo Natale di D. Gaetano Zuanelli, Venezia, Andrea Poletti, 1694, SBN BVEE024810.
- (LA) Gaetano Zuanelli, Conclusiones philosophicae ad mentem angelici praeceptoris, quas sub faustissimis auspiciis ... Marci Justiniani episcopi Torcellanensis ... propugnandas exhibet Cajetanus Zuanelli, Venezia, Andrea Poletti, 1695, SBN RMLE053929.
- Gaetano Zuanelli, Panegirico in lode di S. Margarita da Cortona del signor abate Gaetano Zuanelli detto in Roma nella chiesa di Santa Maria d'Ara Coeli in occasione del suo solenne ottavario il di 15. Settembre 1728, Venezia, Giambattista Albrizzi, 1728, SBN RMLE055504.
- Gaetano Zuanelli, Le prediche quaresimali di monsignore Gaetano Zuanelli vescovo di Belluno, Venezia, stamperia Baglioni, 1735, SBN TO0E029698.

## Genealogia episcopale
La genealogia episcopale è:
- Cardinale Scipione Rebiba
- Cardinale Giulio Antonio Santori
- Cardinale Girolamo Bernerio, O.P.
- Arcivescovo Galeazzo Sanvitale
- Cardinale Ludovico Ludovisi
- Cardinale Luigi Caetani
- Cardinale Ulderico Carpegna
- Cardinale Paluzzo Paluzzi Altieri degli Albertoni
- Papa Benedetto XIII
- Cardinale Pietro Ottoboni
- Vescovo Gaetano Zuanelli